# Мохаммед Бедоур
Мохаммед Бедоур (23 вересня 2000) — йорданський плавець. Учасник Чемпіонату світу з водних видів спорту 2015 на дистанціях 100 метрів вільним стилем, 100 метрів на спині, а також змішаній естафеті 4x100 метрів вільним стилем і змішаній естафеті 4x100 метрів комплексом.